# Lã Đại
Lã Đại (chữ Hán: 呂岱; 161-256) là tướng nhà Đông Ngô thời Tam Quốc trong lịch sử Trung Quốc. Ông đã từng nhiều năm tham chiến ở Giao châu (Bắc Bộ và Bắc Trung Bộ Việt Nam hiện nay).

## Sự nghiệp

### Tham chiến Kinh châu, Dương châu
Lã Đại có tên tự là Định Công (定公), người quận Quảng Lăng huyện Hải Lăng (thuộc Từ châu). Thời trẻ Lã Đại làm huyện lại trong quận Quảng Lăng, vì tránh loạn đến huyện Nam Độ ở Giang Nam.
Tôn Quyền lên nắm quyền thay Tôn Sách, Lã Đại đến thẳng mạc phủ gặp mặt, được cho ra giữ chức Thừa ở huyện Ngô. Khi Tôn Quyền đích thân phá kho tàng và nhà ngục, các trưởng lại huyện thừa đều đến gặp, Lã Đại theo phép tắc đến hỏi, rất đúng ý Tôn Quyền, nên được triệu đến tạm nhận chức Lục sự, sau cho ra ngoài bổ nhiệm làm trưởng huyện Dư Diêu.
Lã Đại chiêu mộ được hơn 1000 quân tinh nhuệ. Lúc đó Lã Cáp, Tần Lang ở năm huyện Đông Dã, quận Cối Kê nổi dậy, Tôn Quyền dùng Lã Đại làm Đốc quân Hiệu úy, cùng tướng quân Tưởng Khâm đem binh đánh dẹp, sau bắt được Lã Cáp, Tần Lang, 5 huyện bình định. Lã Đại được phong làm Chiêu tín trung lang tướng.
Năm 211, Lã Đại đốc xuất lang tướng là Doãn Dị, đem 2000 binh sĩ sang phía tây dụ Trương Lỗ ở đến thành Hán Hưng, nhưng Trương Lỗ nghi ngờ đường đi bị cắt đứt, việc toan tính không thành. Tôn Quyền bèn triệu Đại trở về.
Năm 215, Lã Đại thống lĩnh Tôn Mậu gồm mười tướng quân theo đi đánh quận Trường Sa đang ở trong tay Quan Vũ. Các huyện lại ở bốn huyện An Thành, Du, Vĩnh Tân, Trà Lăng cùng vào thành Âm Sơn, tập hợp binh chúng chống cự. Lã Đại vây đánh, quân địch mau chóng ra hàng. Tôn Quyền lưu Lã Đại lại trấn thủ Trường Sa. Trưởng huyện An Thành là Ngô Nãng cùng Trung lang tướng Viên Long lần lượt theo Quan Vũ, quay lại chống Ngô. Nãng chiếm cứ huyện Du, Long ở huyện Lễ Lăng. Tôn Quyền phái Hoành Giang tướng quân là Lỗ Túc đánh huyện Du, Nãng phá vây trốn chạy. Lã Đại đánh huyện Lễ Lăng, sau bắt và chém đầu Long. Ông được thăng làm Thái thú Lư Lăng.

### Tham chiến Giao châu
Năm 220, Lã Đại lên thay Bộ Chất làm Thứ sử Giao Châu. Lúc đến châu, thủ lĩnh quân nổi dậy ở Cao Lương là Tiền Bác xin hàng, Lã Đại lấy Bác làm Cao Lương tây bộ Đô úy. Người bản địa ở Uất Lâm tấn công vây quận huyện, Lã Đại đánh dẹp thắng trận.
Vương Kim ở huyện Trinh Dương quận Quế Dương tụ hợp người trong quận trên địa giới quận Nam Hải chống lại Đông Ngô. Tôn Quyền lại lệnh cho Lã Đại đánh dẹp, bắt sống được Kim, giải đến Kiến Nghiệp chém đầu, còn bắt sống cả thảy hơn vạn một người. Lã Đại được thăng làm An Nam tướng quân, ban cho Giả tiết, phong tước Đô Hương hầu.
Năm 226, Thái thú Giao Chỉ là Sĩ Nhiếp chết, Tôn Quyền dùng con của Nhiếp là Sĩ Huy làm An Viễn tướng quân, lĩnh chức Thái thú Cửu Chân, lấy Hiệu úy Trần Thì lên thay Sĩ Nhiếp làm thái thú Giao Chỉ. Lã Đại dâng biểu xin chia ba quận ở Hải Nam lập ra Giao Châu, lấy Tướng quân Đái Lương làm Thứ sử, chia bốn quận ở Hải Đông làm Quảng Châu, ông tự mình làm Thứ sử.
Tôn Quyền nghe theo, sau đó phái Lương và Thì vào Giao châu, nhưng Sĩ Huy không vâng lệnh, tự nối chức cha làm thái thú Giao Chỉ, dấy binh đóng ở cửa biển để chống cự quân Ngô. Lã Đại mang quân đến Hợp Phố, cùng với Đái Lương đều tiến lên. Ông sai em họ Sĩ Huy là Sĩ Khuông là người quen biết đi trước, khuyên Sĩ Huy đầu hàng thì sẽ bảo toàn tính mạng. Sĩ Huy nghe tin đại quân Ngô đến, bèn xin hàng, mang 6 người anh em cởi trần ra nghênh đón ông. Lã Đại tiếp nhận, sai anh em họ Sĩ mặc áo rồi vào thành. Tuy nhiên đến hôm sau, Lã Đại triệu tập anh em họ Sĩ đến dưới trướng rồi sai bắt trói mang ra ngoài chém hết, đưa đầu về Vũ Xương cho Tôn Quyền.

Theo Tam Quốc chí:
Sau khi Sĩ Nhiếp qua đời, Tôn Quyền cho rằng quận Giao Chỉ ở quá xa, nên quyết định chia tách: phần từ Hợp Phố trở ra Bắc lập thành Quảng Châu, giao cho Lữ Đại (呂岱) làm Thứ sử; phần từ Giao Chỉ trở vào Nam vẫn là Giao Châu, do Đới Lương (戴良) làm Thứ sử. Đồng thời, Trần Thì (陳時) được cử thay Sĩ Nhiếp làm Thái thú Giao Chỉ.
Lữ Đại đóng quân tại Nam Hải, còn Đới Lương và Trần Thì tiến quân đến Hợp Phố. Lúc này, con trai của Sĩ Nhiếp là Sĩ Huy (士徽) tự xưng làm Thái thú Giao Chỉ, huy động tộc binh chống lại Đới Lương. Đới Lương phải tạm thời đóng quân tại Hợp Phố.
Hoàn Lân (桓鄰), một thuộc hạ cũ do Sĩ Nhiếp tiến cử, dập đầu can gián Sĩ Huy nên ra nghênh tiếp Đới Lương, nhưng bị Sĩ Huy nổi giận, đánh đòn đến chết. Anh của Hoàn Lân là Hoàn Trị, con là Hoàn Phát, liền liên kết với tộc binh đánh Sĩ Huy. Huy cố thủ trong thành, hai bên giao tranh nhiều tháng không phân thắng bại, cuối cùng giảng hòa, rút quân.
Sau đó, Lữ Đại nhận chiếu chỉ từ triều đình, dẫn quân từ Quảng Châu tiến gấp ngày đêm, qua Hợp Phố, cùng Đới Lương tiến vào Giao Chỉ. Sĩ Khuông (士匡), con trai của Sĩ Nhất, vốn có quan hệ thân thiết với Lữ Đại, được phong làm Tòng sự sư hữu, được cử đi trước viết thư cảnh báo Sĩ Huy, khuyên nên đầu hàng để giữ mạng. Sĩ Khuông còn trực tiếp gặp Huy, thuyết phục ông quy thuận.
Lữ Đại sau đó đến nơi, anh em Sĩ Huy gồm Sĩ Chi, Sĩ Cán, Sĩ Tụng và ba người khác, tổng cộng sáu người, đều cởi trần ra nghênh đón, tỏ lòng quy phục. Lữ Đại giả vờ tiếp nhận, cho họ phục chức, rồi hôm sau bày tiệc lớn, mời họ lần lượt vào. Khi khách khứa đã đông đủ, Lữ Đại đứng dậy, cầm tiết việt đọc chiếu thư, liệt kê tội trạng, rồi ra lệnh bắt trói và xử chém toàn bộ, đầu được gửi về Vũ Xương.

Tôn Thịnh (孫盛) bình luận:"Việc thu phục kẻ xa, giữ vững kẻ gần, không gì bằng chữ tín; giữ vững đại nghiệp, lập công định quốc, không gì bằng đạo nghĩa. Như Tề Hoàn Công, nhờ đức mà nổi danh ở Kha Hội; Tấn Văn Công, nhờ nghĩa mà xưng bá khi phạt nước Nguyên. Nhờ đó mà có thể chín lần hội minh, một lần cứu giúp, lưu danh thiên cổ, làm gương cho muôn đời. Lữ Đại dùng Sĩ Khuông làm sứ giả, lấy lời tín nghĩa để chiêu dụ, khiến anh em Sĩ Huy cởi trần ra hàng, phó thác sinh mệnh. Nhưng rồi lại giết họ để cầu công danh, cho thấy Tôn Quyền không có tầm nhìn xa, còn họ Lữ thì phúc mỏng, nên cơ nghiệp chẳng thể bền lâu."Sau sự kiện đó, các con trai khác của Sĩ Nhất như Sĩ Tô, Sĩ Khuông đều bị miễn chức, trở thành thứ dân. Con tin của Sĩ Nhiếp là Sĩ Ngẫm (Hâm) (士廞) cũng bị giáng chức. Vài năm sau, Sĩ Nhất và Sĩ Tô bị xử tử vì phạm pháp. Sĩ Ngẫm lâm bệnh qua đời, không có con nối dõi. Triều đình ban chiếu cấp gạo hàng tháng và 40 vạn tiền cho vợ ông để sinh sống.
Sau khi Sĩ Ngâm chết, thuộc hạ của Sĩ Huy là Cam Lễ, Hoàn Trị mang quân đánh Lã Đại. Ông gắng sức đánh bại họ. Vì vậy Lã Đại được tấn phong tước Phiên Ngung hầu. Do Giao châu đã yên ổn, Tôn Quyền lại bỏ Quảng châu, để Giao châu 7 quận như cũ, sau lại cho Lã Đại làm Thứ sử Giao Châu.
Lã Đại đã đánh được quận Giao Chỉ, lại tiến lên đánh dẹp quận Cửu Chân, chém và bắt sống mấy vạn người. Ông phái quan Tòng sự xuôi nam tuyên truyền cho các bậc Vương của các nước Phù Nam, Lâm Ấp, Đường Minh ở ngoài biên. Các nước này đều phái sứ giả dâng cống vật. Tôn Quyền khen ngợi công lao ấy, phong ông làm Trấn Nam tướng quân.

### Giữ Kinh châu và Giao châu
Năm 231, vì đất phương nam yên ổn, Tôn Quyền triệu Đại về đóng ở Âu Khẩu quận Trường Sa. Người bản địa ở Vũ Lăng nổi dậy, Lã Đại và Thái thường là Phan Tuấn cùng đến đánh dẹp yên.
Chúa Ngô cho rằng đất đai về mặt nam đã yên rồi, cho triệu Lữ Đại về. Thái thú Hợp Phố là Tiết Kính Văn (Sử cũ chép là Tông) sợ rằng người sang thay Lữ Đại không được tốt chăng, bèn dâng sớ sau đây lên vua Ngô: "Xưa kia, vua Thuấn đi tuần phía Nam, mất ở quận Thương Ngô. Nhà Tần đặt ra các quận Quế Lâm, Nam Hải và Tượng Quận, thì bốn quận ấy thuộc vào đất Trung Quốc cũng đã lâu lắm. Triệu Đà khởi lên ở Phiên Ngung, vỗ về thuần phục được vua Bách Việt. Đấy là những nước về phía nam quận Châu Quan. Vũ đế nhà Hán giết Lữ Gia, mở rộng ra làm chín quận, đặt quan thứ sử để trấn thủ và cai quản, rồi đưa người Trung Quốc sang ở lẫn với dân bản thổ, cho dân bản thổ học viết qua loa và võ vẽ biết được ngôn ngữ Trung Quốc; lại có sứ thần thời thường đi lại, (họ) trông thấy lễ nghi mà tự thay đổi theo. Đến khi Tích Quang làm thái thú Giao Chỉ, Nhâm Diên làm thái thú Cửu Chân, dựng ra trường học, dìu dắt nhân dân theo đường lễ nghĩa. Nhưng mà, (ở đấy) là nơi đất rộng, người nhiều, rừng hiểm, nước độc, dân dễ khởi loạn. Vả lại, đất này ở ngoài hẳn chín cõi, cách lựa chọn chức quan cầm đầu việc cai trị phần nhiều không được kỹ mấy. Như tôi được biết có các việc sau đây: Nam hải Hoàng Cái sang làm thái thú Nhật Nam, khi mới xuống xe, thấy cách đón tiếp không được long trọng, đánh chết người chủ bạ, rồi Hoàng Cái cũng bị dân đuổi đi. Thái Thú Cửu Chân, Đam Manh, làm chủ tiệc rượu của bố vợ là Chu Kinh, mời cả các quan to đến dự. Lúc rượu đã say, nổi khúc nhạc vui, Công Tào Phiên Hâm đứng lên múa, mời Chu Kinh múa. Chu Kinh không chịu đứng dậy, Phiên Hâm còn cứ ép Kinh mãi. Đam Manh tức giận cầm trượng đánh Phiên Hâm. Em Hâm là Miêu đem dân chúng đến đánh phủ lỵ. Đam Manh đến nỗi phải chết. Thái thú Giao Chỉ là Sĩ Nhiếp (thấy thế), sai quân đến đánh, cuối cùng vẫn không dẹp được. Lại như việc thứ sử trước đây là Chu Phù, người quận Cối Kê, phần nhiều đem người làng, như bọn Ngu Bao, Lưu Nghiệm ra làm trưởng lại, chiếm đoạt nhũng nhiễu nhân dân, cưỡng bức dân phải nộp phú thuế: cứ mỗi một con cá vàng, thu một hộc lúa. Nhân dân ta oán, kéo nhau đánh châu này, phá quận kia. Chu Phù phải bỏ chạy về đường biển, rồi trôi giạt đâu mất. Sau đó đến Trương Tân, người quận Nam Dương, không có uy lực mấy, bị người ta khinh nhờn, rồi bị giết chết. Sau nữa, Lưu Biểu sai Lại Cung là bậc cao tuổi sang làm quan, Lại Cung là người cẩn thận, nhưng hiền lành, không hiểu việc đời. Kế đó lại sai Ngô Cự làm thái thú quận Thương Ngô, Ngô Cự là người vũ phu nóng nảy. Lại Cung không phục tòng, rồi hằn học lẫn nhau, Ngô Cự đuổi Lại Cung ra khỏi Giao Châu. Khi Bộ Chất đến nơi rồi, thì lúc đó bộ tướng cũ của Trương Tân trước, như bọn Di Liêu, Tiền Bác, vẫn còn khá nhiều. Bộ Chất tiễu trừ được dần, xếp đặt vừa mới tạm ổn, thì lại bị gọi về. Lữ Đại bình xong đám loạn Sĩ Huy, đổi đặt trưởng lại, làm sáng tỏ cương kỷ, uy thanh ra các muôn dặm, đâu đấy đều vâng theo cả. Xem như thế thì việc yên ủi dân ngoài biên cương, vỗ về người cõi xa xôi, cần phải có người giỏi. Chức mục4 bá5, nên lựa lấy người thanh liêm. Ngoài nơi hoang phục, thì việc họa hay phúc lại càng quan hệ ở quan lại. Ngày nay Giao Châu tuy rằng tạm yên, nhưng còn có bọn giặc cũ ở Cao Lương. Còn biên giới bốn quận Nam Hải, Thương Ngô, Uất Lâm và Châu Quan chưa yên, giặc cướp vẫn thường tụ họp quấy nhiễu. Nếu Lữ Đại không trở lại phương Nam nữa, thì nên chọn người có thao lược, mưu kế, cho làm thứ sử để phủ dụ dân chúng. Đối với người ấy, nên cho họ có uy quyền, được tùy tình thế à tìm cách đối phó, cốt phải làm được có hiệu quả tốt, như thế thì may ra mới có thể hàn gắn được. Còn những hạng người thường, chỉ biết giữ lề lối cũ, không có mưu hay chước lạ gì, thì lũ ác nghịch ngày thêm nảy nở, lâu ngày thành hại. Vì thế, sự an nguy trong nước quan hệ ở việc dùng người. Vậy việc này không thể không xét kỹ được". Chúa nước Ngô nghe theo lời sớ này, lại cho Lữ Đại làm Giao Châu mục.
Năm 234, ông nhận lệnh của Tôn Quyền đốc xuất binh sĩ của Phan Chương, đóng ở Lục Khẩu, sau dời đến Bồ Kỳ.
Năm 235, người ở Lư Lăng là Lý Hoàn hợp mưu với người ở Lộ Cáp và huyện Đông Dã quận Cối Kê là Tùy Xuân, người ở Nam Hải là La Lệ cùng nổi dậy. Tôn Quyền sai Lã Đại đốc suất Lưu Toản, Đường Tư đi đánh dẹp. Tùy Xuân ra hàng, còn Hoàn, Lệ đều bị chém đầu.
Phan Tuấn chết, Lã Đại thay Phan Tuấn kiêm quản việc văn thư ở Kinh Châu, cùng với Lục Tốn đều ở Vũ Xương, vẫn đốc trách ở Bồ Kỳ. Năm 239, Liêu Thức nổi dậy, vây đánh thành ấp, các quận Linh Lăng (Kinh châu), Thương Ngô, Uất Lâm (Giao châu) dao động. Lã Đại tự dâng biểu xin đánh rồi đi ngay. Tôn Quyền phái sứ giả đuổi theo phong ông làm Giao Châu mục, phái Đường Tư cưỡi ngựa trạm đi theo. Lã Đại giao chiến suốt 1 năm thì phá được (240), chém Liêu Thức, quay về Vũ Xương. Năm ấy ông đã 80 tuổi, nhưng thể chất vẫn tỉnh táo cần mẫn. Phấn uy tướng quân Trương Thừa gửi thư cho Lã Đại, ca ngợi ông hơn cả danh tướng Liêm Pha nước Triệu thời Chiến Quốc.
Năm 243, Lục Tốn chết, Gia Cát Khác lên thay, Tôn Quyền bèn chia Vũ Xương làm hai bộ, để Lã Đại làm Đốc hữu bộ, từ Vũ Xương Thượng đến Bồ Kỳ, lại thăng ông lên chức Thượng Đại tướng quân, phong con ông là Lã Khải làm Phó quân Hiệu uý, làm Giám binh ở Bồ Kỳ.
Năm 252, Tôn Quyền mất, Tôn Lượng lên kế vị, phong Lã Đại làm Đại tư mã.
Năm 256 thời Tôn Lượng, Lã Đại qua đời, thọ 96 tuổi. Con ông là Lã Khải nối tự. Ông có di lệnh khi chôn cất mình dùng áo quan mộc, đội khăn thưa mặc áo cộc, theo đúng phép tống táng, mọi việc đơn giản tiết kiệm, Lã Khải đều vâng theo lời ông.
Lã Đại hoạt động trong khoảng hơn 50 năm dưới chính quyền Đông Ngô, chỉ tham gia những trận chiến dẹp yên nội bộ lãnh thổ nước Ngô.

## TrongTam Quốc diễn nghĩa
Trong tiểu thuyết Tam Quốc diễn nghĩa, Lã Đại chỉ xuất hiện trong một đoạn ngắn ở chương 108. Khi Tôn Quyền bệnh nặng, sai người triệu Đại tư mã Lã Đại cùng Thái phó Gia Cát Khác, phong hai người làm cố mệnh đại thần.

## Đánh giá
Nhận xét về Lã Đại, tác giả Tam Quốc chí là sử gia Trần Thọ cho rằng ông là người liêm khiết, thanh bạch phụng sự việc công.
Đối với việc Lã Đại lừa dụ giết anh em Sĩ Huy, tác giả Đại Việt sử ký toàn thư, sử gia Ngô Sĩ Liên viết:
Lã Đại đã dụ [Huy] ra hàng mà lại giết đi là trái lẽ. Giữ điều tin là báu của nước. Huy đã hàng cứ trói giải về Vũ Xương, khiến cho việc sinh sát được quyết ở trên, mà uy tín lan xuống kẻ dưới, há chẳng hay hơn ư? Tôn Thịnh nói: "Hòa với người phương xa, được lòng người ở gần, không gì hay hơn chữ Tín". Lã Đại giết kẻ đầu hàng để cầu công, người quân tử lấy làm chê cười